# Aneilema aparine
Aneilema aparine är en himmelsblomsväxtart som beskrevs av Joseph Marie Henry Alfred Perrier de la Bâthie. Aneilema aparine ingår i släktet Aneilema och familjen himmelsblomsväxter.
Artens utbredningsområde är Madagaskar. Inga underarter finns listade.